# The Second You Sleep
The Second You Sleep er det debutalbummet fra den danske rockgruppe Saybia. Det blev udgivet den 21. januar 2002 på Medley Records. Albummet er produceret af bandet selv i samarbejde med svenske Andreas Ahlenius, og danske Rune Westberg på "The Day After Tomorrow".
Forud for debutalbummet havde Saybia udgivet en selvbetitlet EP i 2001, hvorfra sangene "The Day After Tomorrow" og "Fool's Corner" fik meget airplay på P3. EP'en vandt prisen som Årets danske rock udgivelse ved det følgende års Danish Music Awards. I december 2001 vandt Saybia P3 Prisen og de medfølgende 75.000 kr.
Saybia blev med albummet The Second You Sleep det første danske band til at gå direkte ind som nummer ét på hitlisten med et debutalbum. Især titelnummeret blev et stort hit, og var medvirkende til at albummet blev det bedst sælgende album i 2002, og endte med at 126.000 eksemplarer i Danmark. I Norge opnåede albummet en førsteplads på hitlisten, og modtog guld for 40.000 solgte eksemplarer. På verdensplan opnåede albummet et samlet salgstal på 300.000 eksemplarer.
Saybia modtog prisen for "Årets danske album" og "Årets danske gruppe" ved Danish Music Awards 2003, ligesom forsanger og tekstforfatter Søren Huss blev Årets danske sanger.

## Spor
Alle sange skrevet af Saybia. Tekster skrevet af Søren Huss.
| #   | Titel                    | Producer(e)              | Længde |
| --- | ------------------------ | ------------------------ | ------ |
| 1.  | "7 Demons"               | Andreas Ahlenius, Saybia | 3:29   |
| 2.  | "Fool's Corner"          | Ahlenius, Saybia         | 4:34   |
| 3.  | "The Second You Sleep"   | Ahlenius, Saybia         | 4:39   |
| 4.  | "Snake Tongued Beast"    | Ahlenius, Saybia         | 4:14   |
| 5.  | "Joy"                    | Ahlenius, Saybia         | 5:06   |
| 6.  | "Still Falling"          | Ahlenius, Saybia         | 3:33   |
| 7.  | "The Day After Tomorrow" | Rune Westberg, Saybia    | 4:13   |
| 8.  | "In Spite Of"            | Ahlenius, Saybia         | 3:39   |
| 9.  | "Empty Stairs"           | Ahlenius, Saybia         | 5:20   |
| 10. | "The Miracle in July"    | Ahlenius, Saybia         | 6:41   |
| 11. | "The One for You"        | Ahlenius, Saybia         | 5:41   |

## Musikere
- Søren Huss – vokal, akustisk guitar
- Jeppe Langebek Knudsen – bas
- Palle Sørensen – trommer
- Sebastian Sandstrøm – guitar
- Jess Jensen – keyboard

## Hitlister og certificeringer

### Hitlister
| Hitliste (2002–03)            | Højeste placering |
| ----------------------------- | ----------------- |
| Danmark (Album Top-40)        | 1                 |
| Holland (Album Top 100)       | 38                |
| Norge (VG-lista)              | 1                 |
| Schweiz (Schweizer Hitparade) | 65                |

### Certificeringer
| Land (Organisation) | Certificering |
| ------------------- | ------------- |
| Danmark (IFPI)      | 7× Platin     |